# 飛行性
飛行性（ひこうせい、Handling Qualities, Flying Qualities）は飛行試験において重要な指標のうちの1つである。飛行性は航空機の安定性や制御特性などの分野と大きくかかわりがある。飛行性は飛行の安全に重大な影響を及ぼし、航空機を定常状態やマニューバ状態における飛行の容易さ・難しさを表す。

## 安定性との関係
飛行性の概念を理解するためには、航空機の安定性について先に理解する必要がある。安定性は航空機がトリムがとれている状態において定義され、定常時の飛行からそれるような釣り合いのとれていない状態においては定義されない。もし安定性がある場合、航空機が擾乱にあっても安定性がトリム状態に戻ろうとする傾向を示す。航空機がトリム状態に戻ろうとしているのなら、統計的に安定である、ということができる。オーバーシュートせずにトリム状態に戻ろうとしているとき、その状態を減衰と呼ぶ。トリム状態からオーバーシュートする場合、前後に振動する。この振動に減衰がある場合、このふるまいのことを減衰振動とよび、動的に安定である、と言う。一方、ふるまいが増幅されていく場合、この航空機は動的に不安定である、という。
飛行機の安定性の理論はG.H.Bryan(イギリス、1904)によって始められた。この理論は現在でも学生に教えられているものと同等のもので、Bryanはライト兄弟の初飛行を知らずにこの理論を完成したところが注目に値すべきである。この理論の複雑さと実際に使うときには退屈な計算が必要なことから、航空機設計に携わるものが使うことは少なかった。実際には、ちゃんと飛ぶためには、パイロットがいない航空機が動的に安定になる必要があった。ライト兄弟が飛ばした飛行機、その後に登場した飛行機の多くは安定ではなかったが、試行錯誤を繰り返し設計者たちは飛行性基準を満たす航空機を作ることができるようになった。しかし多くの他の飛行機は低いレベルの飛行性しか持っていなかったため、墜落して終わることがたびたびあった。
近年ではフライ・バイ・ワイヤや各種の高揚力装置や推力偏向の導入により、かつては実現不可能だった飛行性を持つ機体もある。

## 飛行性の評価
Gilruthによる飛行性基準は、航空機の位置・力・角速度・線形的な加速度・速度・高度などをはじめに与える。それから飛行機の状態やマニューバを指定し、テストパイロットに飛行してもらう。フライトのあとに、記録したデータを回収し、パイロットへインタビューを行う。このやり方は現在では当たり前のものとなっているが、GilruthがNASALangleyにおいて様々な航空機について飛行試験を行い、比較できるようにしたものである。航空機が曲がる際や引き起こしをする際、ひとつの定量的な飛行性の計測は、飛んでいる方向と垂直な方向に加速するときに1.0 Gあたり操縦桿で操縦するときの力である。これは一般的に、1.0 Gあたりの操舵力と言われている。

## 飛行性基準
飛行性の基準として、現在までに様々なものが作られている。わかりやすい基準として、米海軍のMIL-F-8785Cや米空軍のMIL-STD-1797Aなどが挙げられる。
日本において公式に定義された「飛行性」という用語は存在しない。近いものでは航空法や耐空性審査要領などで定められた「耐空性」という概念があるが、かなり意味合いが違う。したがって基準も存在しないと言える。

## 飛行包絡線
飛行包絡線とはフライトエンベロープとも呼ばれ、航空機の飛行可能な速度や荷重や高度の範囲である。これを逸脱すると安定して飛行できないばかりか破損、空中分解に至る場合もある。また、近年のフライ・バイ・ワイヤ機では逸脱しないようにフライトエンベロープ保護装置（英語版）によってあらかじめ設定された許容値内に機動が制限される。